# 2000 في سويسرا
فيما يلي قوائم الأحداث التي وقعت خلال عام 2000 في سويسرا.

## سياسة

### انتهاء فترة المنصب
- 6 ديسمبر – صموئيل شميد عضو مجلس الولايات السويسري.

## أفلام
من الأفلام التي صدرت هذه السنة في سويسرا:
- 1 يناير – الدائرة من إخراج جعفر بناهي.

## برامج ومسلسلات وأنمي
- بينغو

## مواليد

### يناير
- 1 يناير – جوديث كيلر
- 1 يناير – دانيال شترايش سياسي سويسري.

## وفيات

### يناير
- 1 يناير – والتر وايلد (مواليد 1900) لاعب كرة قدم إنجليزي.